# Đập Cảnh Hồng
Đập Cảnh Hồng là một đập làm thủy điện trên sông Lan Thương, vị trí ở huyện Cảnh Hồng, châu Tây Song Bản Nạp, tỉnh Vân Nam, Trung Quốc. Đập này cao 108 mét, dài 705 mét. Nó tạo ra một hồ chứa rộng 510 km vuông, 249 triệu mét khối. Nhà máy thủy điện Cảnh Hồng có chi phí 2,3 tỷ Nhân dân tệ được xây dựng ở đây từ năm 2003, có công suất 1750 MW. Dự án xây dựng đập và nhà máy thủy điện Cảnh Hồng là một phần của chương trình phát triển miền tây lạc hậu của Chính phủ Cộng hòa Nhân dân Trung Hoa.